# The Industrialist
The Industrialist è l'ottavo album in studio del gruppo industrial metal Fear Factory, pubblicato il 5 giugno 2012.

## Descrizione
Gli unici membri fissi che hanno registrato l'album sono il cantante Burton C. Bell ed il chitarrista Dino Cazares, optando per l'uso di una drum machine, programmata dallo stesso Cazares con l'aiuto del batterista dei Devolved, John Sankey.
The Industrialist è un concept album scritto dal cantante Burton C. Bell. La storia parla di The Industrialist, un automa che diventa senziente, e che ogni giorno imparando e osservando sviluppa una "voglia di esistere". La storia, procedendo, vede il protagonista soffrire a causa dell'uomo. Questa sofferenza, tuttavia, lo spinge a migliorare la propria "vita".

## Tracce
1. The Industrialist – 6:07
2. Recharger – 4:09
3. New Messiah – 4:30
4. God Eater – 5:57
5. Depraved Mind Murder – 4:43
6. Virus of Faith – 4:34
7. Difference Engine – 3:37
8. Disassemble – 4:12
9. Religion Is Flawed Because Man Is Flawed – 1:52
10. Human Augmentation – 9:04
11. Blush Response (Difference Engine Remix) (Bonus Track Digipak) – 4:38
12. Landfill (Bonus Track Digipak; cover dei Pitchshifter) – 3:44

## Formazione
- Burton C. Bell - voce
- Dino Cazares - chitarra, basso, programmazione
- John Sankey - programmazione batteria
- Rhys Fulber - programmazione, produzione
- Joey Blush - produzione in Blush Response (Difference Engine Remix)
- Greg Reely - mixaggio
- Logan Mader - tracking aggiuntivo
- Anthony Clarkson - copertina